# Tanasije Kuvalja
Tanasije Kuvalja (bosnisch Танасије Куваља; * 26. Juli 1941 in Opština Brus) ist ein ehemaliger jugoslawischer Radrennfahrer und nationaler Meister im Radsport.

## Sportliche Laufbahn
Kuvalja war Teilnehmer der Olympischen Sommerspiele 1968 in Mexiko-Stadt. Im olympischen Straßenrennen schied er beim Sieg von Pierfranco Vianelli aus. Im Mannschaftszeitfahren wurde Jugoslawien mit Cvitko Bilić, Rudi Valenčič, Tanasije Kuvalja und Franc Škerlj als 16. klassiert.
Er wurde im bosnischen Teil Jugoslawiens geboren und war Mitglied der Nationalmannschaft Jugoslawiens. 1969 gewann er den Titel bei den jugoslawischen Meisterschaften im Straßenrennen. 1972 gewann er eine Etappe der Jugoslawien-Rundfahrt, die er auf dem 8. Rang des Endklassements beendete. 1975 wurde er beim Sieg von Jože Valenčič Dritter der Meisterschaft. 1970 war er Teilnehmer der Algerien-Rundfahrt und der Internationalen Friedensfahrt. In der Internationalen Friedensfahrt 1970 und 1972 schied er jeweils aus.